# Clark L. Ruffner

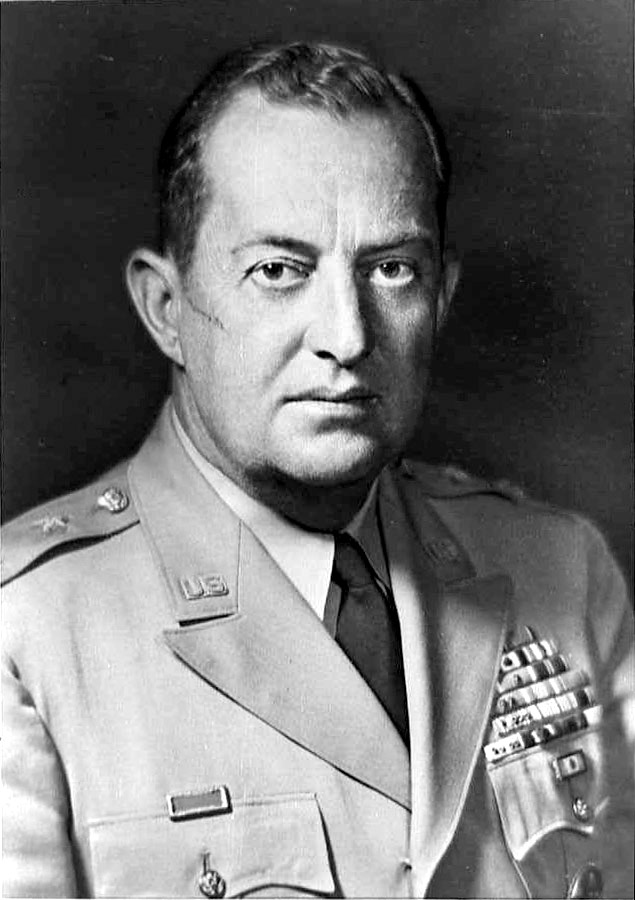
General Clark L. Ruffner

Clark Louis Ruffner (* 12. Januar 1903 in Buffalo, New York; † 26. Juli 1982 in Washington, D.C.) war ein General der US Army, der zuletzt zwischen 1960 und 1962 Militärischer Vertreter der USA im NATO-Militärausschuss war.

## Leben

### Militärische Ausbildung und Zweiter Weltkrieg
Ruffner, dessen Vater Ernest L. Ruffner als Oberst im Ersten Weltkrieg diente sowie dessen Ehefrau Jennie Clark Ruffner, wurde nach dem Tode seiner Mutter 1907 bereits als Vierjähriger Halbwaise. Nach dem Schulbesuch begann er eine Offiziersausbildung am Virginia Military Institute (VMI) in Lexington, die er 1924 als Leutnant der Kavallerie abschloss. Nach anschließenden Verwendungen in verschiedenen Kavallerieeinheiten wurde er 1937 Assistenzprofessor für Militärwissenschaften und Taktik an der Norwich University und begann danach 1940 ein Studium am Command and General Staff College (CGSC) in Fort Leavenworth.
Nach dem Eintritt der USA in den Zweiten Weltkrieg am 8. Dezember 1941 wurde er am 24. Dezember 1941 zum Oberstleutnant der Army of the United States (AUS) befördert und übernahm zwischen 1942 und 1943 den Posten als stellvertretender Chef des VII. Korps (VII Corps) in San José. Als solcher wurde er am 2. Juli 1942 zum Oberst der AUS befördert und war von 1944 bis 1946 Chef des Stabes der Heeresstreitkräfte im Pazifikraum (US Army Forces Pacific Ocean Areas). In dieser Verwendung erfolgte am 27. Mai 1944 die Beförderung zum Brigadegeneral und am 22. Mai 1945 zum Generalmajor der Army of the United States. Für seine militärischen Verdienste im Zweiten Weltkrieg wurde ihm 1945 erstmals die Army Distinguished Service Medal verliehen.

### Nachkriegszeit und Aufstieg zum General
Nach Kriegsende war Generalmajor Ruffner unter anderem zwischen dem 29. Juli 1948 und dem 7. August 1950 Chef der Abteilung Gesetzgebung und Beziehungen im US-Heeresministerium (US Department of the Army) sowie 1950 Chef des Stabes des X. Korps (X Corps). Während des Koreakrieges löste er am 14. Januar 1951 Generalmajor Robert B. McClure als Kommandierender General der 2. Infanteriedivision (2nd Infantry Division) ab und verblieb in dieser Funktion bis zum 1. September 1951, woraufhin Generalmajor Robert Nicholas Young seine Nachfolge antrat. Für seine militärischen Verdienste im Koreakrieg wurde er 1950 mit dem Silver Star, am 9. Juni 1951 mit dem Distinguished Service Cross sowie am 25. September 1951 mit einem Bronzenen Eichenblattzweig anstelle einer zweiten Army Distinguished Service Medal ausgezeichnet. Nach seiner Rückkehr in die USA war er zwischen 1952 und 1954 stellvertretender Assistent von Verteidigungsminister Robert A. Lovett beziehungsweise ab dem 28. Januar 1953 von dessen Nachfolger Charles Erwin Wilson.
Im April 1954 übernahm Ruffner von Generalleutnant John W. O’Daniel den Posten als Kommandierender General der US-Landstreitkräfte im Pazifikraum (US Army Pacific) mit Hauptquartier in Fort Shafter auf Hawaii und verblieb auf diesem Posten bis November 1954, worauf seine Ablösung durch Generalleutnant Bruce C. Clarke am 15. Dezember 1954 erfolgte. Er selbst löste am 20. Januar 1955 Generalmajor Leander L. Doan als Kommandierender General der 2. Panzerdivision (2nd Armored Division) ab und bekleidete diese Funktion bis zu seiner Ablösung durch Generalmajor Conrad S. Babcock, Jr. im April 1956. Im Anschluss wurde er nach einer Verwendung bei den US-Streitkräften in der Bundesrepublik Deutschland im Mai 1958 zum Generalleutnant befördert und Nachfolger von Thomas F. Hickey als Kommandierender General der Dritten US-Armee (Third US Army). Seine dortige Verwendung endete im Februar 1960, woraufhin nach einer kommissarischen Kommandeurstätigkeit von Robert F. Sink im März 1960 Generalleutnant Herbert B. Powell sein Nachfolger wurde.
Zuletzt wurde Ruffner im März 1960 zum General befördert und war von März 1960 bis zu seinem Ausscheiden aus dem aktiven Militärdienst im Oktober 1962 Militärischer Vertreter der USA im NATO-Militärausschuss in Brüssel. Am 13. November 1962 wurde er mit einem weiteren Bronzenen Eichenblattzweig anstelle einer dritten Army Distinguished Service Medal geehrt. Darüber hinaus wurde ihm in seiner militärischen Laufbahn zwei Mal der Legion of Merit verliehen.
Nach seinem Tode wurde Ruffner, der mit Elizabeth Morris Ruffner verheiratet war, auf dem Nationalfriedhof Arlington bestattet.

## Auszeichnungen
Auswahl der Auszeichnungen, sortiert in Anlehnung der Order of Precedence of Military Awards:
- Distinguished Service Cross
- Army Distinguished Service Medal (3×)
- Silver Star
- Legion of Merit (2×)